# 科恩布卢姆氧化反应
科恩布卢姆氧化反应（英語：Kornblum oxidation）指一级卤代烷（用对甲苯磺酸银处理得到对甲苯磺酸酯）用二甲亚砜氧化得到醛类。

## 反应机理
首先发生SN2取代作用，产生烷氧基锍离子，然后再用碱（如三乙胺、碳酸氢钠）消除一个质子和二甲硫醚而得到醛。